# 14 mars 1957
Le jeudi 14 mars 1957 est le 73e jour de l'année 1957.

## Naissances
- Christine Janin, alpiniste française
- Faith Minton, actrice américaine
- Franco Frattini, politicien italien
- Freddy Smets, joueur de football belge
- Pasquale Passarelli, lutteur allemand
- Peter Boeve, footballeur néerlandais
- Rudi Marguerettaz, politicien italien
- Sophie Arthuys, actrice française
- Tad Williams, écrivain américain
- Vujadin Popović, lieutenant-colonel de l'armée yougoslave

## Décès
- Bob Burns (1884-1957) (né le 21 novembre 1884), acteur américain
- Charles Cante (né le 23 avril 1882), personnalité politique française
- Eugenio Castellotti (né le 10 octobre 1930), pilote automobile
- Roger Chauviré (né en 1880), écrivain français

## Événements
- L'EOKA propose de cesser ses activités terroristes à Chypre, si Mgr Makarios est remis en liberté.
- Indonésie : le gouvernement Sastroamidjojo démissionne. Soekarno impose la loi martiale, qui donne des pouvoirs accrus au chef d’état-major, le général Nasution.